# Pere Císcar
Pere Císcar i Llopis (nombre de pluma y más conocido: Pere Císcar; Bellreguard, 21 de noviembre de 1975) es un docente y poeta valenciano.

## Biografía
Licenciado en Filología catalana por la Universidad de Valencia, alterna su actividad docente como profesor de valenciano con su faceta como escritor; publicó el poemario A plec dispers (Carcaixent, Ed: Edicions 96, colección Razef de poesía, 2008-2009), en el año 2002 se editó una plaquette con ocho de sus poemas, Ara és (de)mà (Ajuntament de Mislata, Centre Cultural, 2000) —Premio Literatura Breu de Mislata—, y fue incluido en la antología 62 poemes per l'Ovidi (Brosquil, 2008). Así mismo, fueron publicados sus poemas en las revistas literarias Albadís, Mà d’obra, Òxid y en la electrónica Sèriealfa, y colaboró en el catálogo de Evarist Navarro Bio/s (Ayuntamiento de Ontinyent, 2003).
Císcar colabora en revistas científicas y literarias. En este ámbito se pueden citar los artículos en Caràcters «Gabriel Ferrater, "In Memoriam"» (Segona època, núm. 17, octubre de 2001);  «Dues o tres coses que no sabem de Lola» (Segona època, núm. 39, 2007, abril); «40 octubres d'aquella primavera o 40 primaveres d'aquell Octubre» (Segona època, Núm. 67, Primavera 2014), en la publicación Caplletra «Jordi Marrugat, 'Aspectes de la poesia catalana de la postmodernitat'» (Núm. 58, Primavera 2015) o «Un ésser abandonat» (València, núm. 923, 2002, 19-25 de febrer) en el semanario El Temps.